# František Králík (malíř)
František Králík (23. června 1936 Brno – 28. prosince 2021 Povlčín[zdroj?]) byl český malíř a grafik. Jeho díla jsou vystavována v Rabasově galerii v Rakovníku a v řadě sbírek v Čechách, USA, Austrálii, Německu, Polsku a Kanadě. Byl členem Středočeského sdružení výtvarníků.

## Život
Nejdříve prošel krátkým výtvarným odborným školením v letech 1952–1954 na Vyšší škole uměleckého průmyslu v Praze na Hollarově náměstí. Oborem jeho výtvarné činnosti je malba a grafika. Ve svých malířských počátcích se věnoval krajinomalbě, poté snovým obrazů a vizím. Byl členem surrealistické skupiny, přiklonil se k informelu, věnoval se abstrakci, ale posléze se navrátil k formám realistickým, které vlastně nikdy zcela neopustil: k figuraci, krajině a plenéru. Na přelomu 60. a 70. let 20. století, kdy patřil do okruhu surrealistické skupiny kolem Vratislava Effembergera. V tomto období byl v kontaktu s Evou a Janem Švankmarovými, Luďkem Švábem, Emilou Medkovou a Martinem Stejskalem. V polovině 70. let, po kolizi mezi vnitřním světem surrealismu a vnější realitou tehdejších politických tlaků po sovětské invazi do Československa, se názorově rozešel se surrealismem. V této době byla jeho tvorba provázena střídáním figurativního a nefigurativního projevu. V letech 1976–1990 se stal odborný pracovníkem Národní galerie. Jako správce pracoval ve zbraslavském depozitáři Národní galerie, kde měl možnost získávat přímé konzultace a znalosti z oboru teorie umění od předních českých kunsthistoriků Jiřího Zeminy a Jiřího Kotalíka. V 80. a 90. letech 20. století spolupracoval s Krátkým filmem Praha a Českou televizí a v letech 1992–2000 byl ředitelem Melicharova vlastivědného muzea v Unhošti. V roce 2003 měl samostatnou výstavu v galerii F33 v Praze. Jeho snové obrazy naplňují fantazijní vize i vesmírné koráby pod barokními mračny. Mnohé jeho malby se vyznačují drsně realistickou formou, s prvky černého humoru a sociálně kritickým obsahem. Zemřel 28. prosince 2021. Poslední rozloučení s ním se konalo 8. ledna 2022 v obřadní smuteční síni v Rakovníku.

## Výstavy
- 1985, 1988 Ústav makromolekulární chemie, Praha
- 1989 Kablo Kladno s Markem Králíkem, Kladno
- 1995 Galerie Lampion (s Janou Přibylovou), Kladno
- 1996 Melicharovo vlastivědné muzeum, Unhošť
- 1995 Galerie mansarda, Rakovník
- 2000 Vlastivědné muzeum Slaný (s Janou Přibylovou), Slaný
- 2002 Salon středočeských výtvarníků
- 2002 Podlipanské muzeum, Český Brod
- 2003 Galerie F33, Praha
- 2003 SSV Rabasova galerie, Rakovník
- 2004 SSV Městská galerie, Beroun
- 2004 SSV Muzeum Kouřimska, Kouřim
- 2004 SSV Rabasova galerie, Rakovník
- 2005 SSV Rabasova galerie, Rakovník
- 2006 SSV Nová síň Rabasova galerie, Rakovník
- 2007 SSV Galerie OPOLE, Polsko
- 2007 SSV Zámecká galerie města Kladna
- 2008 SSV Galerie Sbor českých bratří, Mladá Boleslav
- 2008 SSV Zámecká Chagall, Karviná
- 2008 SSV Rabasova galerie, Rakovník
- 2008 SSV Městská galerie, Beroun
- 2012 Galerie Františka Králíka, Praha